# Wereldkampioenschap softbal 2010
Het Wereldkampioenschap softbal vrouwen 2010 was de 12e editie van dit softbaltoernooi voor nationale landenteams dat door de Internationale Softbal Federatie (ISF) werd georganiseerd.
Het toernooi dat van 23 juni tot en met 2 juli plaatsvond, werd voor het eerst in een Zuid-Amerikaans land gehouden. Deze eer viel Venezuela te beurt. De wedstrijden werden in twee stadions in de hoofdstad Caracas, La Rinconade en Las Mayas, gespeeld.
Er namen zestien landenteams aan deel. In de eerste ronde werden de teams verdeeld over twee groepen en speelden een halve competitie. De groepnummers 5 tot en met 8 waren uitgeschakeld. De groepnummers 1 tot en met 4 gingen door naar de eindfase.
Het team van de Verenigde Staten veroverden voor de negende keer, en voor de zevende opeenvolgende keer, de wereldtitel. Het Nederlands softbalteam eindigde als zevende.

## Eerste ronde
| Datum | Winnaar          | Uitslag  | Verliezer        |
| ----- | ---------------- | -------- | ---------------- |
| 23/06 | Japan            | 13-1 (4) | Argentinië       |
| 24/06 | Groot-Brittannië | 3-0      | Zuid-Afrika      |
| 24/06 | Japan            | 5-0      | Taiwan           |
| 24/06 | Argentinië       | 4-3      | Zuid-Afrika      |
| 24/06 | Nederland        | 5-4      | Groot-Brittannië |
| 24/06 | Canada           | 6-0      | Cuba             |
| 25/06 | Canada           | 5-2      | Taiwan           |
| 25/06 | Cuba             | 10-1 (5) | Zuid-Afrika      |
| 25/06 | Japan            | 4-0      | Nederland        |
| 25/06 | Taiwan           | 3-0      | Groot-Brittannië |
| 25/06 | Canada           | 12-0 (4) | Argentinië       |
| 26/06 | Nederland        | 4-3      | Argentinië       |
| 26/06 | Japan            | 1-0      | Cuba             |
| 26/06 | Canada           | 7-0      | Groot-Brittannië |
| 26/06 | Nederland        | 3-0      | Cuba             |
| 26/06 | Taiwan           | 8-1 (5)  | Zuid-Afrika      |
| 27/06 | Taiwan           | 6-3      | Argentinië       |
| 27/06 | Japan            | 2-1      | Canada           |
| 27/06 | Nederland        | 7-0 (5)  | Zuid-Afrika      |
| 27/06 | Cuba             | 4-1      | Groot-Brittannië |
| 28/06 | Cuba             | 5-0      | Argentinië       |
| 28/06 | Taiwan           | 6-3      | Nederland        |
| 28/06 | Canada           | 12-0 (4) | Zuid-Afrika      |
| 28/06 | Japan            | 7-0 (6)  | Groot-Brittannië |
| 29/06 | Japan            | 10-0 (4) | Zuid-Afrika      |
| 29/06 | Groot-Brittannië | 2-1 nv   | Argentinië       |
| 29/06 | Taiwan           | 1-0      | Cuba             |
| 29/06 | Canada           | 6-1      | Nederland        |

| # | Land             | AW | Pnt. |
| - | ---------------- | -- | ---- |
| 1 | Japan            | 7  | 14   |
| 2 | Canada           | 7  | 12   |
| 3 | Taiwan           | 7  | 10   |
| 4 | Nederland        | 7  | 8    |
|   |                  |    |      |
| 5 | Cuba             | 7  | 6    |
| 6 | Groot-Brittannië | 7  | 4    |
| 7 | Argentinië       | 7  | 2    |
| 8 | Zuid-Afrika      | 7  | 0    |

| Datum | Winnaar                | Uitslag  | Verliezer              |
| ----- | ---------------------- | -------- | ---------------------- |
| 23/06 | Venezuela              | 1-0      | Dominicaanse Republiek |
| 24/06 | China                  | 12-0 (4) | Botswana               |
| 24/06 | Verenigde Staten       | 1-0      | China                  |
| 24/06 | Nieuw-Zeeland          | 8-1 (5)  | Botswana               |
| 24/06 | Tsjechië               | 8-4      | Dominicaanse Republiek |
| 24/06 | Venezuela              | 4-1      | Australië              |
| 25/06 | Verenigde Staten       | 12-2 (4) | Nieuw-Zeeland          |
| 25/06 | Dominicaanse Republiek | 6-0      | Botswana               |
| 25/06 | Tsjechië               | 6-5      | Nieuw-Zeeland          |
| 25/06 | Australië              | 2-0      | China                  |
| 25/06 | Verenigde Staten       | 7-0 (5)  | Venezuela              |
| 26/06 | Australië              | 6-0      | Tsjechië               |
| 26/06 | China                  | 11-0 (4) | Nieuw-Zeeland          |
| 26/06 | Australië              | 6-0      | Dominicaanse Republiek |
| 26/06 | Verenigde Staten       | 21-0 (3) | Botswana               |
| 26/06 | Venezuela              | 5-1      | Tsjechië               |
| 27/06 | Verenigde Staten       | 9-2 (5)  | Australië              |
| 27/06 | China                  | 7-0      | Dominicaanse Republiek |
| 27/06 | Tsjechië               | 5-4      | Botswana               |
| 27/06 | Venezuela              | 5-2      | Nieuw-Zeeland          |
| 28/06 | Australië              | 10-0     | Nieuw-Zeeland          |
| 28/06 | Verenigde Staten       | 10-1 (4) | Dominicaanse Republiek |
| 28/06 | China                  | 8-1 (6)  | Tsjechië               |
| 28/06 | Venezuela              | 10-0 (5) | Botswana               |
| 29/06 | Australië              | 10-0 (4) | Botswana               |
| 29/06 | Verenigde Staten       | 9-0 (5)  | Tsjechië               |
| 29/06 | Nieuw-Zeeland          | 3-0      | Dominicaanse Republiek |
| 29/06 | Venezuela              | 5-2      | China                  |

| # | Land                   | AW | Pnt. |
| - | ---------------------- | -- | ---- |
| 1 | Verenigde Staten       | 7  | 14   |
| 2 | Venezuela              | 7  | 12   |
| 3 | Australië              | 7  | 10   |
| 4 | China                  | 7  | 8    |
|   |                        |    |      |
| 5 | Tsjechië               | 7  | 6    |
| 6 | Nieuw-Zeeland          | 7  | 4    |
| 7 | Dominicaanse Republiek | 7  | 2    |
| 8 | Botswana               | 7  | 0    |

## Eindfase
| Programma | Programma | Programma        | Wedstrijden      | Wedstrijden | Wedstrijden | Info                |
| Datum     | #         | Duel             | Winnaar          | Uitslag     | Verliezer   | Info                |
| --------- | --------- | ---------------- | ---------------- | ----------- | ----------- | ------------------- |
| 30/06     | A         | 1A - 2B          | Japan            | 2-0         | Venezuela   |                     |
| 30/06     | B         | 1B- 2A           | Verenigde Staten | 16-1 (5)    | Canada      |                     |
| 30/06     | C         | 4B - 3A          | China            | 1-0         | Taiwan      | Taiwan 7e plaats    |
| 30/06     | D         | 3B - 4A          | Australië        | 3-2         | Nederland   | Nederland 7e plaats |
| 01/07     | E         | win. C - verl. A | China            | 6-1         | Venezuela   | Venezuela 5e plaats |
| 01/07     | F         | verl. B - win. D | Canada           | 3-2         | Australië   | Australië 5e plaats |
| 01/07     | G         | win. B - win. A  | Verenigde Staten | 4-0         | Japan       |                     |
| 01/07     | H         | win. F - win. E  | Canada           | 1-0         | China       | China 4e plaats     |
| 02/07     | I         | verl. G - win. H | Japan            | 12-3        | Canada      | Canada 3e plaats    |
| 02/07     | Finale    | win. G - win. I  | Verenigde Staten | 7-0 (5)     | Japan       |                     |